# Tubulicrinopsis farinacea
Tubulicrinopsis farinacea är en svampart som först beskrevs av Boidin, Lanq. & Gilles, och fick sitt nu gällande namn av Kotir. & Hjortstam 2007. Tubulicrinopsis farinacea ingår i släktet Tubulicrinopsis, klassen Agaricomycetes, divisionen basidiesvampar och riket svampar.   Inga underarter finns listade i Catalogue of Life.